# Asesinatos de Abigail Williams y Liberty German
Los asesinatos de Abigail Williams (23 de junio de 2003 - 13 de febrero de 2017) y Liberty German (27 de diciembre de 2002 - 13 de febrero de 2017), también conocidos como los asesinatos de Delphi, ocurrieron en febrero de 2017 en dicha localidad del estado de Indiana. Los cuerpos de ambas, menores de edad, fueron descubiertos cerca del sendero Monon High Bridge, parte de los senderos históricos de Delphi, desde donde las chicas desaparecieron el día anterior. Los asesinatos recibieron una amplia cobertura mediática, en parte debido a las grabaciones de vídeo y audio publicadas por las fuerzas de seguridad que procedían del smartphone de German, en las que se grababa a un individuo que se creía que era el asesino.
El caso quedó sin resolver durante cinco años, hasta que en 2022 Richard M. Allen fue detenido y acusado de los asesinatos. Fue declarado culpable en 2024 y condenado a 130 años de prisión.

## Asesinatos
A las 13:35 horas del 13 de febrero de 2017, Abigail Joyce Williams (nacida el 23 de junio de 2003), de 13 años, y Liberty Rose Lynn German (nacida el 27 de diciembre de 2002), de 14 años, fueron dejadas por la hermana mayor de German, Kelsi German, en la carretera County Road 300 North, al este de la autopista Hoosier Heartland. Las niñas iban de excursión por el puente Monon High Bridge sobre Deer Creek, entre bosques del remoto municipio de Deer Creek. Una media hora más tarde, a las 14:07, German utilizó las redes sociales para publicar una foto de Williams caminando por el puente; después de este incidente, no se volvió a saber nada de ellas.
Se denunció su desaparición a las 17:30, después de que no se reunieran con el padre de German a las 15:15. Las familias buscaron inicialmente a las niñas por su cuenta antes de llamar a la policía. En un principio, las autoridades no sospecharon que la desaparición se debiera a un crimen. Esto cambió cuando encontraron los cadáveres de las niñas hacia el mediodía del día siguiente, a unos 800 metros al este del puente abandonado Monon High Bridge, en la orilla norte de Deer Creek.

## Investigación
En un principio, la policía no dio a conocer detalles sobre el modo en que fueron asesinadas las jóvenes. Ya el 15 de febrero de 2017, la policía estatal de Indiana comenzó a difundir una imagen fija de una persona que, al parecer, había sido vista en el sendero Monon High Bridge, cerca de donde fueron asesinadas las dos amigas; la fotografía granulada parece captar a un varón caucásico, con las manos en los bolsillos y la cabeza gacha, caminando por el puente ferroviario, en dirección a las niñas. Unos días más tarde, la persona de la fotografía, apodada el «tipo del puente», fue nombrada principal sospechosa del doble homicidio.
Una semana más tarde, se hizo pública una grabación de audio en la que se oye la voz del sospechoso, aunque amortiguada, diciendo: «por la colina». En esa rueda de prensa, las autoridades atribuyeron la fuente del audio y las imágenes al teléfono inteligente de German y la consideraron una heroína por haber tenido la presencia de ánimo y la entereza de grabar en secreto el intercambio. La policía indicó que se habían obtenido pruebas adicionales del teléfono, pero no quiso dar más detalles para no «comprometer ningún juicio futuro». Para entonces, la recompensa ofrecida en el caso se había fijado en 41 000 dólares.
El 17 de julio, la policía distribuyó un retrato robot de una persona buscada como principal sospechosa de los asesinatos. El boceto fue aparentemente creado a partir de relatos de testigos oculares de un excursionista en los senderos históricos de Delphi el día en que desaparecieron las niñas.
El 22 de abril de 2019, la Policía Estatal de Indiana anunció una «nueva dirección» en el caso y publicó un nuevo boceto del sospechoso, al tiempo que instó al público a mirar el boceto, escuchar el audio, ver cómo camina el hombre en el puente y enviar pistas al correo electrónico de la línea de atención telefónica. Los investigadores declararon que tenían motivos para creer que el sospechoso podría estar escondido a plena vista y que casi con toda seguridad conocía la zona de Delphi, por vivir allí, trabajar allí o por otros motivos. Se hizo una petición adicional de ayuda para identificar al conductor de un vehículo abandonado en la autopista Hoosier Heartland de Delphi, en la antigua oficina de Servicios Infantiles, entre el mediodía y las cinco de la tarde del día de los asesinatos.

## Arresto
En septiembre de 2022, los investigadores revisaron un aviso mal archivado después de que un archivero voluntario descubriera el error. El apellido de Richard Allen se registró incorrectamente en el chivatazo cuando se presentó y, por lo tanto, el expediente se marcó erróneamente como «limpio». El archivero dedujo que el chivatazo de años antes se refería a Richard Allen y se lo llevó al investigador del caso. En el asunto, Allen declaró tres días después de los asesinatos haber estado en los senderos el día de los asesinatos y haber visto a tres chicas en la zona de interés.
El 26 de octubre de 2022, Richard Allen fue detenido y compareció ante el tribunal dos días después. El 31 de octubre, la Policía Estatal de Indiana anunció que Allen había sido acusado de dos cargos de asesinato en el caso. Se había declarado inocente. Time describió el arresto como «el primer gran avance en un caso que ha cautivado la atención nacional durante casi seis años». Su juicio, originalmente programado para comenzar el 20 de marzo de 2023, se pospuso para permitir que el equipo de defensa revisara los materiales de descubrimiento. Se designaron dos defensores públicos para representar a Allen.
El 29 de noviembre, el juez Frances Gull emitió una orden para desvelar la declaración jurada de causa probable que condujo a la detención de Allen. Según el documento redactado, las imágenes de vídeo recuperadas del teléfono de German mostraban a una de las víctimas mencionando «pistola» mientras un hombre con chaqueta oscura y vaqueros se les acercaba y les ordenaba ir «colina abajo». Los investigadores creen que Allen era el hombre que se ve en el vídeo. Los investigadores también encontraron un «cartucho sin percutir del calibre 40» a menos de medio metro del cuerpo de una de las víctimas, pero entre las dos. Más tarde se determinó que la bala procedía de un arma propiedad de Allen. Un testigo dijo que vio a un hombre alejarse del puente «con una chaqueta de color azul y vaqueros azules y estaba embarrado y ensangrentado». Otro testigo y una pista mencionaron que un coche estaba aparcado de forma «extraña» y parecía estar aparcado de una manera como para ocultar su matrícula. Los investigadores dijeron que la descripción del vehículo coincidía con uno que Allen poseía en 2017.
Según una declaración jurada de causa probable, Allen fue entrevistado por la policía en 2017, y dijo que había estado en el sendero esa tarde durante unas dos horas. El documento también decía que en una entrevista posterior en octubre de 2022, Allen dijo a las autoridades que había llevado «vaqueros y una chaqueta negra o azul» ese día y que había ido al puente a «ver peces».

## Autor
Richard Matthew Allen (nacido en septiembre de 1972) creció en Mexico (Indiana), estudiando en la North Miami Middle/High School, en la vecina Denver, donde praticó fútbol americano y atletismo hasta que se graduó en 1991. Posteriormente asistió al Ivy Tech Community College, donde estudió contabilidad, y tuvo un breve paso por el Ejército de los Estados Unidos y la Guardia Nacional. Allen se casó más tarde y tuvo una hija. Desde 2003 hasta 2013, trabajó como gerente de una tienda Walmart. Más tarde trabajó en dos tiendas de CVS Pharmacy, una en el vecino Peru y la otra en Delphi, antes de recibir su licencia de técnico farmacéutico en febrero de 2018. Los registros públicos muestran que Allen se trasladó a Delphi desde Mexico en diciembre de 2006.
Poco después de su detención, Allen dijo a las autoridades que el día de los asesinatos estaba en casa de su madre en Perú mientras su esposa trabajaba. Allen calculó que salió de casa sobre las 11:15 de la mañana y llegó a Monon High Trail alrededor de una hora más tarde. Allen dijo que vio pasar a tres chicas por el sendero, antes de afirmar que no vio a nadie más después. Allen dijo que luego fue a su teléfono para ver el teletipo de las acciones mientras caminaba por el sendero. Poco después de los asesinatos, Allen dijo a su esposa que estaba en el sendero el día en que desaparecieron las chicas. Su mujer le dijo que la policía quería hablar con personas que pudieran tener información. Tres días después de los asesinatos, Allen se presentó ante un funcionario del Departamento de Recursos Naturales.

## Juicio y sentencia
El 2 de diciembre de 2022, el juez Gull emitió una orden de silencio hasta enero de 2023. Los abogados defensores de Allen argumentaron en una moción para trasladar el juicio fuera del condado de Carroll, basándose en preocupaciones sobre la parcialidad del jurado debido a lo que los abogados describieron como la «amplia atención de los medios» y la «naturaleza altamente publicitada del caso» en el área local.
En octubre de 2023, el juez Gull destituyó a los abogados defensores, alegando negligencia grave debido a la filtración de fotos de la escena del crimen desde su despacho. La destitución de los abogados fue apelada ante la Corte Suprema de Indiana en la que los jueces reincorporaron a los abogados defensores al caso.
El juicio comenzó el 18 de octubre de 2024 en Delphi. Durante el juicio, los fiscales declararon que ambas chicas fueron degolladas. Williams fue encontrada completamente vestida con la ropa de German, mientras que German fue descubierta desnuda. Una bala calibre .40 sin gastar fue descubierta entre los cuerpos, y más tarde fue vinculada al arma de Allen a través de la «calidad y cantidad de marcas» según un examinador de armas de fuego de la policía. Los fiscales afirmaron que Allen había admitido los asesinatos más de 60 veces mientras estuvo encarcelado, confesándoselos a «su esposa, su madre, miembros de su familia, el director de la prisión, el psicólogo que lo trató en prisión, otros empleados de la prisión y otros reclusos». Las confesiones se hicieron en persona, por teléfono y por escrito. Los fiscales dijeron al jurado que Allen era el «Tipo del Puente» después de mostrarles una versión mejorada digitalmente de 43 segundos del vídeo grabado con el teléfono móvil por German. Un oficial de la policía estatal, que había escuchado más de 700 llamadas telefónicas de Allen desde la cárcel, testificó que «la voz del 'Tipo del Puente' es la voz de Richard Allen».
El jurado, que había sido aislado durante el juicio, comenzó las deliberaciones el 7 de noviembre. El 11 de noviembre de 2024, Allen fue declarado culpable de todos los cargos. El 20 de diciembre de 2024, el juez Gull le sentenció a 65 años por el asesinato de German y a otros 65 años por el asesinato de Williams, términos que debían cumplirse consecutivamente, resultando en un total de 130 años de prisión. Allen fue trasladado inicialmente al centro penitenciario de Westville (posteriormente se le trasladó al centro penitenciario de Pendleton), donde cumpliría su condena.

## Acontecimientos posteriores
El 9 de abril de 2025, se hicieron públicos el vídeo del interrogatorio de la Policía Estatal de Indiana y la confesión en prisión de Richard Allen. En uno de los vídeos, se ve a Allen negando los asesinatos el día de su detención. En otra grabación aparecen ocho conversaciones telefónicas entre Allen, su esposa y su madre, en las que se le oye confesar los asesinatos. Era la primera vez que las grabaciones se hacían públicas, aunque ya se habían escuchado durante el juicio de Allen por los asesinatos.